# دانشکده ادبیات و علوم انسانی دانشگاه شیراز

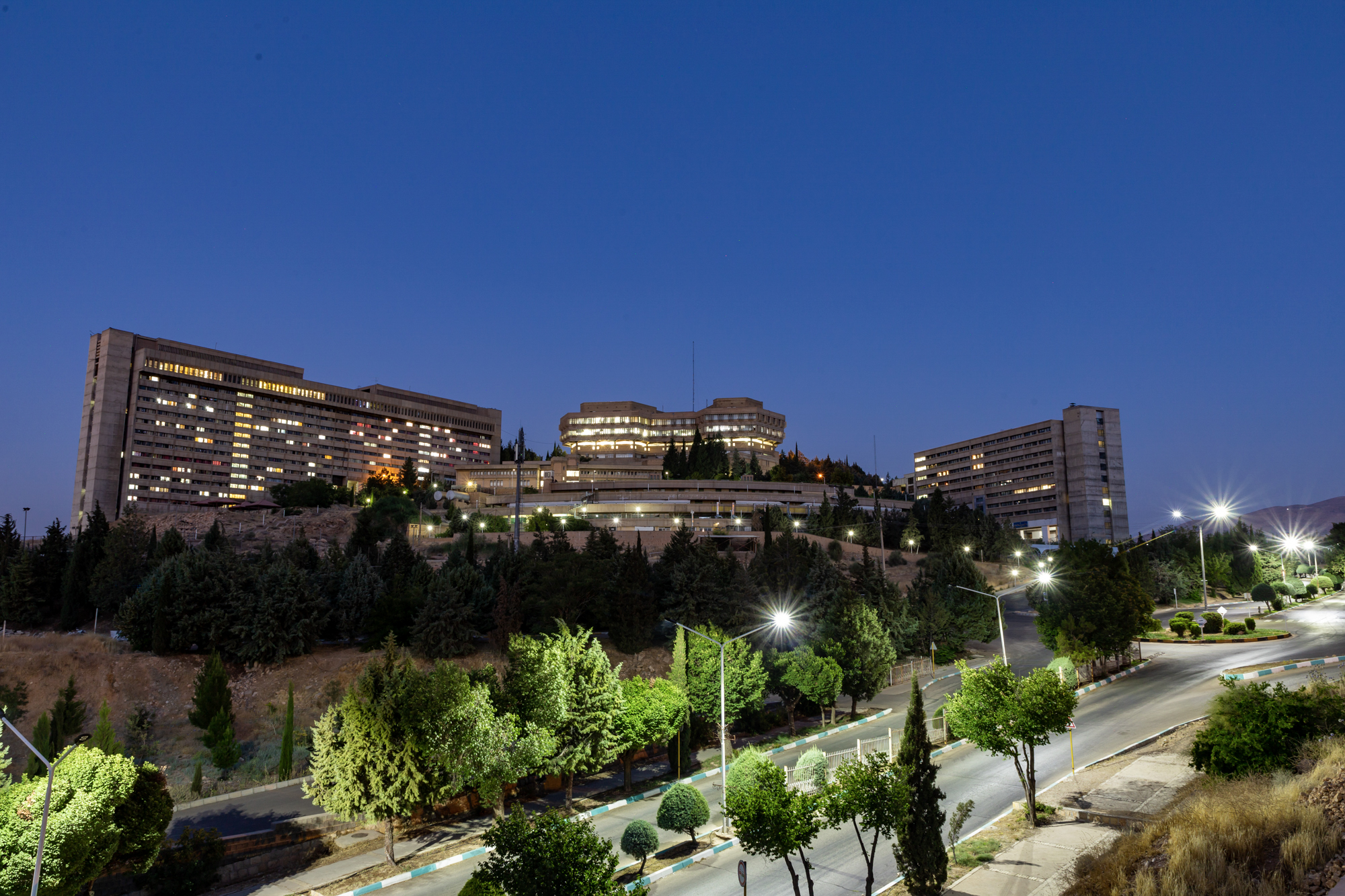
نمایی از خوابگاه‌ها و پردیس علوم انسانی

دانشکدهٔ ادبیات و علوم انسانی دانشگاه شیراز یکی از قدیمی‌ترین و مهم‌ترین دانشکده‌های دانشگاه شیراز است. این دانشکده ابتدا در چهارراه ادبیات مجاور آرامگاه حافظ قرار داشت. این دانشکده بعد از دهۀ ۱۳۸۰  به محوطۀ ارم انتقال پیدا کرد که انتقادات بسیاری را برانگیخت.
این دانشکده با ۵ گروه آموزشی و ارائهٔ ۶ دورهٔ کارشناسی، ۱۷ دورهٔ کارشناسی ارشد و ۸ دورهٔ دکتری، هم‌اینک جزو دانشگاه‌های پیشرو در کشور محسوب می‌شود. 

## تاریخچه
این دانشکده به عنوان دومین دانشکدهٔ دانشگاه شیراز، پس از دانشکدهٔ پزشکی در سال ۱۳۳۳ تأسیس شد. دانشکدهٔ ادبیات در سال ۱۳۴۱ با دانشکدهٔ علوم ادغام شد و ۲۲ سال بعد این دو دانشکده از هم تفکیک شدند و دو دانشکدهٔ ادبیات و علوم انسانی و دانشکدهٔ علوم را تشکیل دادند. در سال ۱۳۸۲ رشته‌های علوم اجتماعی از دانشکدهٔ ادبیات و علوم انسانی جدا شد و در دانشکدهٔ مجزایی به نام دانشکدهٔ اقتصاد، مدیریت و علوم اجتماعی تدریس شد. هم‌اکنون رشته‌های تاریخ، ایران‌شناسی، باستان‌شناسی، تاریخ و مطالعات جهان، زبان و ادبیات فارسی، زبان و ادبیات عربی، زبان و ادبیات فرانسه، زبان و ادبیات انگلیسی و زبان‌شناسی در دانشکدهٔ ادبیات و علوم انسانی تدریس می‌شود.

## گروه‌های آموزشی

### زبان و ادبیات فارسی
بخش زبان و ادبیات فارسی دانشگاه شیراز به عنوان هستهٔ اولیهٔ این دانشگاه در سال ۱۳۳۳ تأسیس شده است. تعداد فارغ التحصیلان این بخش در دورهٔ کارشناسی بسیار زیاد است و می‌توان گفت که تقریباً هر ساله به‌طور میانگین حدود ۳۰ نفر از این بخش در دورهٔ کارشناسی فارغ‌التحصیل شده‌اند. از زمان گشایش دورهٔ کارشناسی ارشد تاکنون، ۳۰۰ نفر در این دوره پذیرش شده‌اند که از این تعداد تاکنون ۱۷۶ نفر فارغ‌التحصیل شده‌اند و تعداد زیادی از آنان در دورهٔ دکتری همین بخش ادامه تحصیل داده‌اند.
دورهٔ دکتری این بخش در سال ۱۳۷۰ افتتاح شد و از آن زمان تاکنون ۳۸ آزمون دکتری برگزار شده و در مجموع ۲۵۰ نفر پذیرش شده‌اند که تاکنون ۱۹۰ نفر از آنان فارغ‌التحصیل شده‌اند.

### زبان و ادبیات عربی
بخش زبان و ادبیات عربی در سال ۱۳۸۱ تأسیس شد و هم‌اکنون از بخش‌های پیشتاز در آموزش زبان و ادبیات عربی در ایران است. این بخش در مقطع کارشناسی زبان و ادبیات عربی، کارشناسی ارشد ادبیات عربی، کارشناسی ارشد آموزش زبان عربی و دکتری زبان و ادبیات عربی، دوره‌های آموزشی خود را ارائه می‌دهد.

### زبان‌های خارجی و زبان‌شناسی
بخش زبان‌های خارجی و زبان‌شناسی دارای تخصص‌های آموزش زبان انگلیسی، زبان و ادبیات انگلیسی، زبان و ادبیات فرانسه، زبان‌شناسی، آموزش زبان فارسی به غیرفارسی‌زبانان و زبان‌های باستانی ایران است. بخش دارای سه دورهٔ زبان و ادبیات انگلیسی، زبان و ادبیات فرانسه و آموزش زبان انگلیسی در مقطع کارشناسی است. در مقطع کارشناسی ارشد، شش دوره وجود دارد: آموزش زبان فرانسه، آموزش زبان انگلیسی، زبان‌شناسی، زبان و ادبیات انگلیسی، آموزش زبان فارسی به غیر فارسی زبانان و زبان‌های باستانی ایران. سه دورهٔ دکتری هم آموزش زبان انگلیسی، زبان‌شناسی و زبان و ادبیات انگلیسی هستند.
قرار است در آینده این دوره‌ها نیز نوگشایی شود: زبان آلمانی و زبان چینی ، زبان روسی در مقطع کارشناسی، در مقطع کارشناسی ارشد زبان‌شناسی رایانشی و در مقطع دکتری زبان‌شناسی شناختی.

### تاریخ
بخش تاریخ دانشگاه شیراز در سال ۱۳۳۹ تأسیس شد. در آن زمان رشته تاریخ از جغرافیا جدا نبود و دانشجویان در مقطع لیسانس دروسی از جغرافیا و تاریخ را می‌خواندند. کلاس‌ها در ساختمان دانشکدهٔ ادبیات و در چهارراه ادبیات کنونی برگزار می‌شد.
در سال ۱۳۴۱ دانشگاه شیراز به دانشگاه پهلوی تغییر نام داد و در خردادماه همین سال دانشکدهٔ علوم در دانشکدهٔ ادبیات ادغام شد و بخش تاریخ به عنوان یکی از چهارده بخش دانشکدهٔ ادبیات و علوم به فعالیت خود ادامه داد.
پس از انقلاب ۱۳۵۷ رشتهٔ تاریخ و جغرافیا از هم جدا شد و تدریس رشته تاریخ به صورت مجزا در ساختمان نوبنیاد دانشگاه در تپه کنونی ادامه یافت. در سال ۱۳۶۳ دانشکده علوم از دانشکدهٔ ادبیات جدا شد و در همین سال دانشکدهٔ مستقلی با عنوان دانشکدهٔ ادبیات و علوم انسانی تأسیس شد. در سال ۱۳۶۵ دانشکده با رشته‌های اقتصاد و مدیریت، تاریخ، روان‌شناسی، زبان و ادبیات فارسی، زبان‌های خارجی و زبان‌شناسی، علوم اجتماعی و علوم کتابداری به فعالیت خود ادامه داد. در سال ۱۳۷۸ مقطع کارشناسی ارشد تاریخ با گرایش تاریخ ایران بعد از اسلام در بخش تاریخ افتتاح شد. در سال ۱۳۸۲ دانشکدهٔ ادبیات و علوم انسانی به دو دانشکدهٔ ادبیات و علوم انسانی و علوم اجتماعی تفکیک شد و بخش تاریخ ذیل دانشکدهٔ علوم انسانی قرار گرفت. نه سال بعد از بازگشایی رشته تاریخ ایران بعد از اسلام در مقطع کارشناسی ارشد، مقطع دکتری همین رشته در بخش و در سال ۱۳۸۷ افتتاح شد و از طریق آزمون غیرمتمرکز، پنج دانشجو پذیرفته شدند. با گسترش تحصیلات تکمیلی در دانشگاه، بخش تاریخ نیز توسعه یافت و این بخش هم‌اکنون در مقاطع دکتری (اسلام و ایران) و کارشناسی ارشد (باستان‌شناسی، ایران‌شناسی، تاریخ عمومی جهان، تاریخ اسلام و تاریخ ایران) دانشجو می‌پذیرد.

## انجمن‌های علمی
دانشکدهٔ ادبیات و علوم انسانی، تا خردادماه ۱۴۰۴ از ۸ انجمن علمی-دانشجویی تشکیل شده است:
1. زبان و ادبیات فارسی
2. زبان و ادبیات عربی
3. مطالعات جهان
4. زبان فرانسه
5. زبان‌های خارجی و زبان‌شناسی
6. تاریخ
7. علوم انسانی دیجیتال
8. مغز و شناخت